# 近藤勝信
近藤 勝信（こんどう かつのぶ、生没年不詳）とは、江戸時代初期の浮世絵師。

## 来歴
師系不詳であるが、鳥居清信の門人かといわれる。享保期に漆絵8点、赤本1点、肉筆画11点ほどが知られている。赤本は享保8年（1723年）に刊行された西村重長著作の『吉原むかし絵本』1冊の挿絵である。この赤本には西村重長も挿絵を描いている。版元は芝神明前新道の大和屋が多い。勝信の画風は同時期の近藤清春、鳥居派、奥村政信、奥村利信、西村重長に近いもので、全くの浮世絵系の絵師であるといえる。先行する近藤清春や近藤清信との関係も当然考慮されうるが未詳。ただし懐月堂派風ではないので、同名の梅祐軒勝信とは別人である。作品には確か描写力が見られるものの、近藤清春ほどの個性はない。「遊女と禿図」 「見立筒井筒図」のような得意の図様を持つのは、同時代の宮川長春と共通する。

## 作品
一枚絵
- 「花売娘」 細判 漆絵 東京国立博物館所蔵
- 「市川団十郎　市川門之助」 細判 漆絵 東京国立博物館所蔵
- 「歌比丘尼」 細判 漆絵　シカゴ美術館所蔵
- 「詠歌美人図」 細判 漆絵　大英博物館所蔵
- 「恵比寿・大黒」 細判2枚組黒摺筆彩
- 「猿と桃」 細判黒摺筆彩 ミッチェル・コレクション

肉筆画
| 作品名         | 技法         | 形状・員数 | 寸法（縦x横cm） | 所有者                   | 年代 | 落款・印章                            | 備考           |
| -------------- | ------------ | ---------- | --------------- | ------------------------ | ---- | ------------------------------------- | -------------- |
| 蚊帳美人図     | 紙本着色     |            |                 | 出光美術館               |      |                                       |                |
| 美人図         | 紙本墨画着色 | 1幅        | 57.4x31.7       | 東京芸術大学大学美術館   |      | 款記「近藤勝信筆」                    | 安藤広近の模本 |
| 見立筒井筒図   | 紙本着色     |            |                 | 日本浮世絵博物館         |      |                                       |                |
| 縁先美人図     | 絹本着色     |            |                 | 日本浮世絵博物館         |      |                                       |                |
| 見立松風図     | 紙本着色     | 1幅        | 90.5x49.6       | 奈良県立美術館           |      | 無款記/「近藤氏」白文方印             |                |
| 遊女と禿図     | 紙本着色     | 1幅        | 85.0x35.4       | 熊本県立美術館           |      |                                       |                |
| 遊女と禿図     | 紙本着色     | 1幅        | 101.5x47.8      | ボストン美術館           |      | 款記「近藤勝信筆」/「近藤氏」白文方印 |                |
| 見立鉢の木図   | 紙本着色     | 1幅        | 88.3x41.7       | ボストン美術館           |      | 款記「勝信筆」/「近藤氏」白文方印     |                |
| 本を読む遊女図 | 紙本着色     | 1幅        | 48.9x61.7       | ボストン美術館           |      | 款記「近藤勝信筆」/「近藤氏」白文方印 |                |
| 見立筒井筒図   | 紙本着色     |            |                 | フリーア美術館           |      |                                       |                |
| 高尾太夫図     | 紙本着色     | 1幅        |                 | インディアナポリス美術館 |      | 款記「近藤勝信筆」/「近藤氏」白文方印 |                |